# Ocotea matudai
Ocotea matudai är en lagerväxtart som beskrevs av Cyrus Longworth Lundell. Ocotea matudai ingår i släktet Ocotea och familjen lagerväxter. Inga underarter finns listade i Catalogue of Life.